# Voria ruralis
Voria ruralis là một loài ruồi trong họ Tachinidae.